# Petar Mamić
Petar Mamić (ur. 6 marca 1996 w Zagrzebiu) – chorwacki piłkarz występujący na pozycji obrońcy w Zrinjski Mostar.

## Kariera klubowa
Grę w piłkę nożną rozpoczął w wieku 8 lat w akademii Dinama Zagrzeb, gdzie przeszedł przez wszystkie szczeble juniorskie. Wywalczył trzykrotnie mistrzostwo Chorwacji w kategorii U-15 i jeden tytuł w kategorii U-19. W styczniu 2014 roku rozpoczął treningi z zespołem seniorów. 6 lutego 2014 zadebiutował w 1. HNL w meczu z NK Istra 1961 (3:1). Był to jego jedyny ligowy występ w barwach Dinama, dzięki któremu figuruje jako zdobywca mistrzostwa Chorwacji za sezon 2013/14. Przed sezonem 2014/15 został włączony do składu nowo powstałej drużyny rezerw, która przystąpiła do rywalizacji w 3. HNL.
W styczniu 2015 roku został wraz z Franko Andrijaševiciem i Dino Periciem wypożyczony do NK Lokomotiva Zagrzeb. W barwach tego klubu rozegrał 9 spotkań w chorwackiej ekstraklasie. 9 lipca 2015 zadebiutował w europejskich pucharach w meczu z Airbus UK Broughton FC (2:2) w kwalifikacjach Ligi Europy 2015/16. W połowie sierpnia 2015 roku Mamić powrócił do Dinama Zagrzeb, aby umożliwić wypożyczenie do Lokomotivy Borny Barišicia (limit zawodników wypożyczonych do jednego klubu wynosił 6). Do końca 2016 roku występował on w Dinamo II (2. HNL), zaliczając 1 występ w pierwszym zespole w rozgrywkach o Puchar Chorwacji, które zakończyły się zwycięstwem jego klubu.
W styczniu 2015 roku Mamić rozpoczął treningi we włoskim Frosinone Calcio (Serie B), z którym miesiąc później podpisał kontrakt. W barwach tego klubu nie rozegrał żadnego oficjalnego spotkania i po jednej rundzie odszedł do Interu Zaprešić, gdzie zaliczył 24 występy i zdobył swojego pierwszego gola w lidze chorwackiej. Latem 2018 roku podpisał czteroletni kontrakt z HNK Rijeka. W 
sezonie 2018/19 był podstawowym obrońcą i wywalczył Puchar Chorwacji. 13 listopada 2019, po porażce 0:5 z Dinamem Zagrzeb, został wraz z trzema innymi piłkarzami odsunięty od składu pierwszego zespołu. Trzy miesiące później został wypożyczony na okres jednej rundy do NK Varaždin. W tym czasie HNK Rijeka ponownie zwyciężyła w rozgrywkach o Puchar Chorwacji, dzięki czemu Mamić mógł oficjalnie przypisać sobie kolejne trofeum. 
We wrześniu 2020 roku Mamić podpisał dwuletnią umowę z Rakowem Częstochowa trenowanym przez Marka Papszuna. W przerwie zimowej sezonu 2020/21 odszedł z klubu bez rozegrania oficjalnego meczu i przeniósł się na pół roku do Podbeskidzia Bielsko-Biała. 31 stycznia 2021 zadebiutował w Ekstraklasie w wygranym 1:0 spotkaniu z Legią Warszawa. W rundzie wiosennej sezonu 2020/21 zaliczył 12 ligowych występów, a jego zespół zajął ostatnie miejsce w tabeli i spadł do I ligi. We wrześniu 2021 roku Mamić został zawodnikiem beniaminka 1. HNL NK Hrvatski Dragovoljac. W styczniu 2022 roku podpisał kontrakt z mistrzem Litwy FK Žalgiris Wilno. 4 marca zadebiutował w A lydze w wygranym 6:0 meczu z FK Jonava. W sezonie 2022/23 wystąpił ze swoim klubem w fazie grupowej Ligi Konferencji Europy. W sezonie ligowym 2022 wywalczył z FK Žalgiris dublet.

## Kariera reprezentacyjna
W maju 2010 roku został powołany do reprezentacji Chorwacji U-14, w której zaliczył dwa nieoficjalne mecze. W latach 2010–2011 rozegrał 4 spotkania towarzyskie w kadrze U-15. W 2012 roku grał w reprezentacji Chorwacji U-16, gdzie zanotował 8 występów.
W latach 2012–2013 Mamić był podstawowym zawodnikiem kadry U-17 prowadzonej przez Ivana Gudelja. Rozegrał w niej 21 spotkań i zdobył 6 bramek. W 2013 roku wystąpił na Mistrzostwach Europy U-17, na których rozegrał 3 mecze w fazie grupowej. Chorwacja zajęła 3. lokatę w grupie, która dała jej prawo gry na Mistrzostwach Świata 2013 w Zjednoczonych Emiratach Arabskich. Na turnieju tym Mamić zaliczył 2 występy, a Chorwacja odpadła po fazie grupowej.
W latach 2013–2014 Mamić rozegrał 3 mecze w reprezentacji U-18. W 2013 roku rozpoczął występy w kadrze U-19, dla której rozegrał 7 spotkań, w tym 5 w eliminacjach Mistrzostw Europy 2015. W latach 2017–2019 był powoływany do reprezentacji Chorwacji U-21 trenowanej przez Nenada Gračana. Zaliczył w niej 5 meczów, w tym 2 w kwalifikacjach Mistrzostw Europy 2019. Z powodu infekcji dolnej części miednicy nie mógł wystąpić na turnieju finałowym, który odbył się we Włoszech i San Marino.

## Życie prywatne
Syn Ivicy i Sintiji Mamiciów. Jego ojcem chrzestnym jest Nikola Jurčević. Posiada tytuł magistra ekonomii. Jego ojciec w młodości grał w juniorach Dinama Zagrzeb, jednak w wieku 18 lat z powodu kontuzji zmuszony był zakończyć grę w piłkę nożną. Jest on dalekim krewnym Zdravko Mamicia, prezesa Dinama w latach 2003–2016 oraz piłkarzy Stojana Mamicia i Zorana Mamicia.

## Sukcesy
Dinamo Zagrzeb
- mistrzostwo Chorwacji: 2013/14
- Puchar Chorwacji: 2015/16

HNK Rijeka
- Puchar Chorwacji: 2018/19, 2019/20

FK Žalgiris Wilno
- mistrzostwo Litwy: 2022
- Puchar Litwy: 2022